# Конкамаризе
Конкамаризе (итал. Concamarise) — коммуна в Италии, располагается в провинции Верона области Венеция.
Население составляет 1040 человек (2008 г.), плотность населения составляет 132 чел./км². Занимает площадь 8 км². Почтовый индекс — 37050. Телефонный код — 0442.
Покровителем коммуны почитается святой Лаврентий, празднование 10 августа.

## Демография
Динамика населения:

## Администрация коммуны
- Официальный сайт: